# Język fordata
Język fordata, także: fordat, larat, vai fordata, vai sera-larat-fordata, vai tnebar, vaidida – język austronezyjski używany w prowincji Moluki w Indonezji, przez grupę ludności w północnej części wysp Tanimbar. Według danych z 2000 roku posługuje się nim 50 tys. osób.
Jego użytkownicy zamieszkują wyspy: Fordata, Larat, Lutur, Nuswotar, Labobar, Teneman, Molo, Maru, Yamdena (północno-zachodni fragment) oraz Sera (południowa część wysp Tanimbar). Dzieli się na cztery dialekty: fordata-larat I, fordata-larat II, molo (molo-maru), sera (seira); przy czym dialekt sera jest najbardziej odrębny. Według innej propozycji (2000) można wyodrębnić następujące cztery dialekty: romean, sofyanin, molo, sera. Różnice między tymi odmianami dotyczą cech leksyki, fonologii i intonacji. 
Jest blisko spokrewniony z językiem kei, z archipelagu Kei (160 km na północny wschód od Tanimbar). Tradycyjnie służy jako język rytualny wysp Tanimbar, a dawniej funkcjonował również jako regionalna lingua franca. Pozostaje w powszechnym użyciu w kontaktach domowych i na poziomie lokalnym, jest przyswajany przez dzieci.
W użyciu są również języki indonezyjski i malajski amboński (m.in. w edukacji i sferze religijnej); prawie wszyscy znają lokalny malajski, ale indonezyjski stanowi dopiero trzeci język. Odnotowano wzrastający wpływ malajskiego, który jest przyswajany równolegle z fordata.
Wielu użytkowników tego języka zamieszkuje Saumlaki, Ambon, a także Dżakartę i inne miasta Indonezji.
Najwcześniejsze informacje nt. tego języka pochodzą z I poł. XX w. P. Drabbe sporządził skrótowy opis jego gramatyki (1926) oraz słownik (1932).
Jest zapisywany alfabetem łacińskim.